# 沙真銀漢魚
沙真銀漢魚（学名：Atherina presbyter）為輻鰭魚綱銀漢魚目銀漢魚科的其中一種，分布於東大西洋英國至加納利群島海域，體長可達20公分，為亞熱帶魚類，主要棲息在沿岸淺水域，以小型無脊椎動物為食，生活習性不明。